# Botia histrionica
Botia histrionica är en fiskart som beskrevs av Blyth, 1860. Botia histrionica ingår i släktet Botia och familjen nissögefiskar. IUCN kategoriserar arten globalt som livskraftig. Inga underarter finns listade.